# Nicky van der Schilt
Nicky van der Schilt (Groningen, 29 juni 1991) is een Nederlandse atlete, die zich heeft toegelegd op het kogelslingeren. Ze werd eenmaal Nederlands kampioene op dit onderdeel.
Reeds van jongs af aan is Van der Schilt actief in de atletiekwereld. Uiteindelijk koos ze ervoor om verder te gaan met kogelslingeren.
Haar carrière op dit onderdeel begon in 2007, toen ze bij de Nederlandse kampioenschappen tweede werd bij het kogelslingeren voor vrouwen. Inmiddels heeft ze al diverse medailles behaald met kogelslingeren.

## Nederlandse kampioenschappen
| Onderdeel      | Jaar |
| -------------- | ---- |
| kogelslingeren | 2010 |

## Persoonlijk record
| Onderdeel      | Prestatie | Datum        | Plaats    |
| -------------- | --------- | ------------ | --------- |
| kogelslingeren | 58,12 m   | 18 juli 2010 | Amsterdam |

## Palmares

### kogelslingeren
- 2007:  NK - 50,19 m
- 2008:  NK - 50,89 m
- 2010:  NK - 58,12 m